# Campionati europei di badminton a squadre
I Campionati europei di badminton a squadre  sono una competizione sportiva organizzata dalla Badminton Europe (BE), in cui si assegnano i titoli europei nella gara a squadre maschile e in quella femminile.
I primi campionati europei di badminton a squadre furono organizzati nel 2004 e si svolgono con cadenza biennale.

## Edizioni
| Anno | Città     | Nazione     |
| ---- | --------- | ----------- |
| 2006 | Salonicco | Grecia      |
| 2008 | Almere    | Paesi Bassi |
| 2010 | Varsavia  | Polonia     |
| 2012 | Amsterdam | Paesi Bassi |
| 2014 | Basilea   | Svizzera    |
| 2016 | Kazan'    | Russia      |
| 2018 | Kazan'    | Russia      |
| 2020 | Liévin    | Francia     |
| 2024 | Łódź      | Polonia     |

## Medagliere
| Posiz. | Nazione     | Oro | Argento | Bronzo | Totale |
| ------ | ----------- | --- | ------- | ------ | ------ |
| 1      | Danimarca   | 16  | 1       | 0      | 17     |
| 2      | Germania    | 1   | 4       | 11     | 16     |
| 3      | Paesi Bassi | 1   | 2       | 1      | 4      |
| 4      | Inghilterra | 0   | 4       | 4      | 8      |
| 5      | Francia     | 0   | 2       | 4      | 6      |
| 6      | Russia      | 0   | 2       | 2      | 4      |
| 7      | Spagna      | 0   | 1       | 2      | 3      |
| 8      | Bulgaria    | 0   | 1       | 1      | 2      |
| 9      | Polonia     | 0   | 1       | 0      | 1      |
| 10     | Scozia      | 0   | 0       | 2      | 2      |
| 11     | Finlandia   | 0   | 0       | 1      | 1      |
| Totale | Totale      | 18  | 18      | 28     | 64     |